# Brandwijk

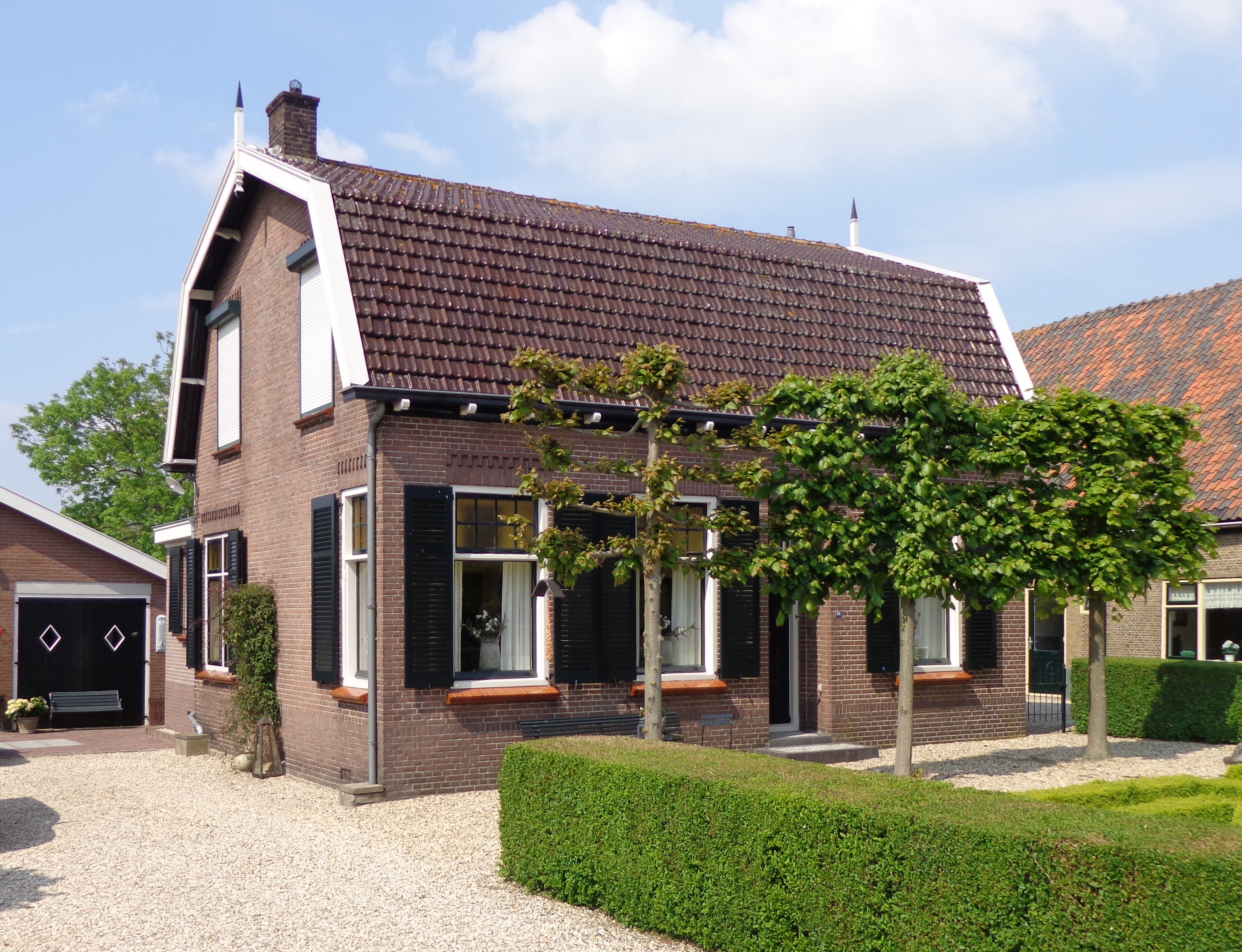
Edificio classificato come gemeentelijk monument a Brandwijk

Brandwijk (nel dialetto locale: Braank) è un villaggio (dorp) di circa 1.300 abitanti del sud-ovest dei Paesi Bassi, facente parte della provincia dell'Olanda Meridionale e situato tra la regione di Alblasserward e la regione di Groene Hart. Dal punto di vista amministrativo, si tratta di un ex-comune, dal 1986 accorpato alla municipalità di Graafstroom, municipalità a sua volta inglobata nel 2013 nel comune di Molenwaard, municipalità a sua volta inglobata nel 2019 nel comune di Molenlanden.

## Geografia fisica
Brandwijk si trova a nord del Noordwaardpolder e a sud del corso del fiume Lek, ad ovest di Goudriaan..

## Origini del nome
Il toponimo Brandwijk, attestato anticamente come Brantwijc (1330) e Bravic, è formato dai termini brand, "incendio",  e wijk, "centro abitato", probabilmente a causa di un incendio avvenuto in loco.

## Storia

### Dalle origini ai giorni nostri
Nel 1566 si hanno notizie dell'esistenza di una chiesa a Brandwijk, risalente forse al XIV o al XV secolo.

### Simboli
Lo stemma di Brandwijk e di colore nero ed è suddiviso in due lati: sul primo, sono raffigurati sei bisanti argentati, mentre nel secondo sono raffigurati due corna argentate e due bisanti argentati.
Le origini di questo stemma, menzionato per la prima volta nel manoscritto Beelaerts van Blokland del XVIII secolo, sono sconosciute.

## Monumenti e luoghi d'interesse
Brandwijk vanta 2 edifici classificati come rijksmonumenten.

### Architetture religiose

#### Hervormde Kerk
Principale edificio di Brandwijk è la chiesa protestante (Hervormde Kerk), risalente al 1825.

#### Eben Haëzer
Altra chiesa di Brandwijk è la Eben Haëzer, risalente al 1898.

## Società

### Evoluzione demografica
Al censimento del 2018, Brandwijk contava una popolazione pari a 1.315 abitanti, in maggioranza (50,2%) di sesso maschile.
La località ha conosciuto un incremento demografico rispetto al 2017, quando Brandwijk contava una popolazione pari a 1.305 abitanti (dato però in calo rispetto al 2016, quando la popolazione censita era pari a 1.320 unità).

## Geografia antropica

### Suddivisioni amministrative
Buurtschappen
- De Donk

Inoltre, dal punto di vista del codice postale, dipende da Brandwijk anche il villaggio di Gijbeland con la buurtschap di Vuilendam.